# Frankoa
Frankoa (Francoa) – rodzaj roślin z rodziny Francoaceae. Obejmuje w zależności od ujęcia systematycznego jeden zmienny gatunek lub trzy, a nawet pięć odrębnych gatunków. Rośliny te rosną w Chile w miejscach kamienistych przy brzegach strumieni. Są poza tym uprawiane jako ozdobne, ale nie tolerują silnych mrozów. Naukowa nazwa rodzajowa upamiętnia Francisco Franco – hiszpańskiego lekarza i botanika z XVI wieku.  

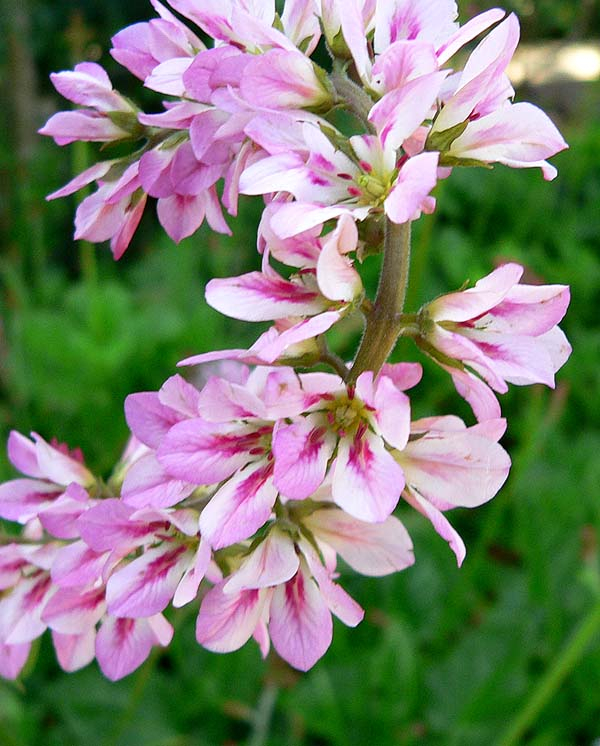
Kwiatostan Francoa ramosa

## Morfologia
PokrójByliny tworzące kępy z delikatnymi, owłosionymi liśćmi i pędami zwieńczonymi kwiatostanami osiągającymi 1 m wysokości.
LiścieUlistnienie skrętoległe, częściowo zimozielone. Liście są lirowate z ogonkiem oskrzydlonym. U nasady opatrzone są przylistkami.
KwiatyZebrane w wysokie, szczytowe i rozgałęzione kłosy, osiągają do 2 cm średnicy. Działki kielicha w liczbie 4 lub 5, zrośnięte u nasady. W takiej samej liczbie występują wolne płatki korony, barwy białej do czerwono-różowej. Pręcików jest dwa razy tyle co płatków korony. Słupek jest górny, utworzony z 4 lub 5 owocolistków, ze znamieniem siedzącym.
OwoceWielonasienna torebka.

## Systematyka
Pozycja według APweb (aktualizowany system APG IV z 2016)
W systemie APG IV rodzaj włączony został do szeroko ujmowanej rodziny Francoaceae, wcześniej, w systemie APG III z 2009 zaliczane były do miodokwiatowatych Melianthaceae. Jest blisko spokrewniony z rodzajem Tetilla (tworzy wraz z nim plemię Francoeae). Dawniej rodzaj bywał też zaliczany do rodziny skalnicowatych (Saxifragaceae).
Wykaz gatunków (nazwy zweryfikowane)
- Francoa appendiculata Cav. – frankoa bezuszkowa[5]
- Francoa ramosa D.Don
- Francoa sonchifolia Cav. – frankoa mleczolistna[5]